# 姚文智
姚 文智（よう ぶんち、ヤオ ウェンジー、1965年〈民国54年〉12月4日 - ）は、中華民国（台湾）の記者、編集者、政治家。民主進歩党所属の元立法委員。

## 経歴
2005年、謝長廷内閣で行政院新聞局局長に任命された。
2008年の第7回立法委員選挙で高雄市第一選挙区から出馬したが、国民党の候補に敗れ落選した。
2012年の第8回立法委員選挙では台北市第二選挙区から出馬し、国民党候補を僅か3000票差で破り初当選した。選挙制度改正以降、台北市の選挙区で当選した初の立法委員となった。
2014年、台北市長選挙の党内予備選に立候補したが、民進党として無党籍の柯文哲を支持することが決まった。
2016年の第9回立法委員選挙では10万票を超える得票数で再選された。
2018年の台北市長選挙に出馬するため立法委員を辞職したが、選挙の結果、柯文哲に敗れ落選した。

## 選挙記録
| 年度 | 選挙              | 選挙区           | 所属政党   | 得票数  | 得票率 | 当選 | 注釈 |
| ---- | ----------------- | ---------------- | ---------- | ------- | ------ | ---- | ---- |
| 2008 | 第7回立法委員選挙 | 高雄市第一選挙区 | 民主進歩党 | 65,266  | 41.17% |      |      |
| 2012 | 第8回立法委員選挙 | 台北市第二選挙区 | 民主進歩党 | 99,229  | 50.05% |      |      |
| 2016 | 第9回立法委員選挙 | 台北市第二選挙区 | 民主進歩党 | 107,366 | 59.29% |      |      |
| 2018 | 第7回台北市長選挙 | 台北市           | 民主進歩党 | 244,342 | 17.28% |      |      |